# クラスノアルメイスク

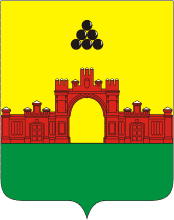
クラスノアルメイスク市章

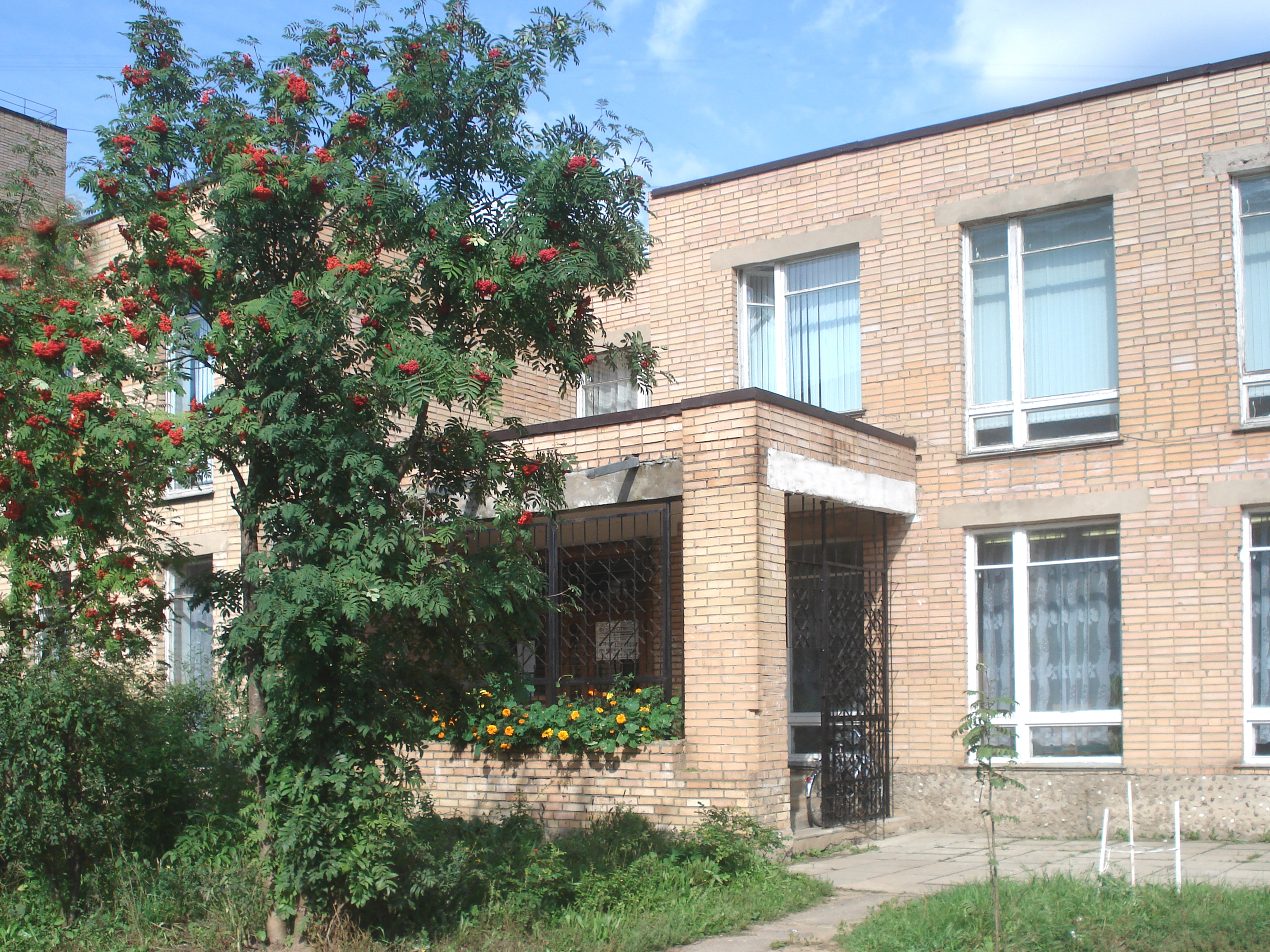

クラスノアルメイスク（ロシア語: Красноармейск、Krasnoarmeysk）は、ロシアのモスクワ州にある町。人口は2万6492人（2021年）。モスクワの51km北東、ヴォーリャ川沿いに位置する。
クラスノアルメイスクはムーロムツェヴォ（Muromtsevo）村が主な母体となっている。この村には、1834年に織物工場が建設された。1928年、織物工場周辺の集落はクラスノフロツキー（Krasnoflotsky）村に統合され、1929年にはクラスノアルメイスキーと改称された。現名称のクラスノアルメイスクとなったのは1947年のことである。